# Комсомольск (Буда-Кошелёвский район)
Комсомольск (бел. Камсамольск) — посёлок в Чеботовичском сельсовете Буда-Кошелёвского района Гомельской области Белоруссии.

## География

### Расположение
В 20 км на юго-запад от районного центра и железнодорожной станции Буда-Кошелёвская (на линии Жлобин — Гомель), 58 км от Гомеля.

### Гидрография
На западе — пойма реки Днепр.

## Транспортная сеть
Транспортные связи по просёлочной, затем автомобильной дороге Жлобин — Гомель. Застройка деревянная, хаотичная, усадебного типа.

## История
Основан в начале 1920-х годов переселенцами с соседних деревень на бывших помещичьих землях. В 1930 году жители деревни вступили в колхоз. В 1959 году в составе совхоза «Чеботовичи» (центр — деревня Чеботовичи).

## Население

### Численность
- 2004 год — 11 хозяйств, 19 жителей.

### Динамика
- 1959 год — 59 жителей (согласно переписи).
- 2004 год — 11 хозяйств, 19 жителей.